# Duchessa di Cornovaglia
Duchessa di Cornovaglia è il titolo portato dalla moglie del Duca di Cornovaglia, titolo non ereditario destinato al figlio maggiore del sovrano britannico. 
L'attuale duchessa è Catherine Middleton dall'8 settembre 2022.

## Storia
La prima Duchessa di Cornovaglia fu Giovanna di Kent che, nel mese di ottobre 1361, sposò Edoardo il Principe Nero. Caterina d'Aragona portò anche questo titolo, avendo sposato Arturo, principe del Galles e duca di Cornovaglia. 
Prima del matrimonio del re Carlo III con Camilla Shand, il titolo era normalmente utilizzato solo in Cornovaglia, in quanto abitualmente il figlio maggiore del sovrano ed erede al trono è creato principe di Galles e di conseguenza la sua consorte è principessa di Galles, mentre in Scozia la coppia usa il titolo di duca e duchessa di Rothesay. Dal momento che, in base al diritto di successione attuale, il titolo di Duca di Cornovaglia può essere solo di un erede, che è anche il figlio maggiore del monarca, nessuna donna può essere duchessa di Cornovaglia suo jure.
Camilla Shand, pur avendo diritto al titolo di Principessa di Galles, preferì invece impiegare quello di duchessa di Cornovaglia per un atto di cortesia nei confronti della defunta prima moglie del principe Carlo, Diana Spencer. 
Prima di Camilla le uniche due principesse a portare prevalentemente questo titolo furono Carolina di Brandeburgo-Ansbach, moglie del futuro re Giorgio II del Regno Unito, che era "Sua Altezza Reale la Duchessa di Cornovaglia e di Cambridge", dal 1º agosto al 27 settembre 1714, e Mary di Teck, moglie del futuro re Giorgio V del Regno Unito, che fu "Sua Altezza Reale la Duchessa di Cornovaglia e di York" dal 22 gennaio al 9 novembre 1901. In entrambi i casi portarono questo titolo per i pochi mesi intercorsi tra l'ascesa al trono del proprio suocero e la creazione del marito a principe di Galles.

### Duchesse di Cornovaglia
| Immagine | Nome                                | Nascita           | Consorte                      | Data del matrimonio | Duchessa di Cornovaglia dal | Cambio di titolo | Morte            |
| -------- | ----------------------------------- | ----------------- | ----------------------------- | ------------------- | --------------------------- | --- | ---------------- |
|          | Giovanna di Kent                    | 19 settembre 1328 | Edoardo il Principe Nero      | 10 ottobre 1361     | 10 ottobre 1361             | Il 7 giugno 1376, alla morte del marito, divenne Duchessa Vedova di Cornovaglia                                                                                             | 7 agosto 1385    |
|          | Anna Neville                        | 11 giugno 1456    | Edoardo di Lancaster          | 13 dicembre 1470    | 13 dicembre 1470            | Il 4 maggio 1471, alla morte del marito, divenne Duchessa Vedova di Cornovaglia; nel 1483 divenne regina consorte d'Inghilterra come consorte di Riccardo III d'Inghilterra | 16 marzo 1485    |
|          | Caterina d'Aragona                  | 16 dicembre 1485  | Arturo Tudor                  | 14 novembre 1501    | 14 novembre 1501            | Il 2 aprile 1502, alla morte del marito, divenne Duchessa Vedova di Cornovaglia; nel 1509 divenne regina consorte d'Inghilterra come consorte di Enrico VIII d'Inghilterra  | 7 gennaio 1536   |
|          | Carolina di Brandeburgo-Ansbach     | 1 marzo 1683      | Giorgio II di Gran Bretagna   | 22 agosto 1705      | 1 agosto 1714               | L'11 giugno 1727 divenne regina consorte | 20 novembre 1737 |
|          | Augusta di Sassonia-Gotha-Altenburg | 30 novembre 1719  | Federico, principe del Galles | 17 aprile 1736      | 17 aprile 1736              | Il 31 marzo 1751, alla morte del marito, divenne Duchessa Vedova di Cornovaglia                                                                                             | 8 febbraio 1772  |
|          | Carolina di Brunswick               | 17 maggio 1768    | Giorgio IV del Regno Unito    | 8 aprile 1795       | 8 aprile 1795               | Il 29 gennaio 1820 divenne regina consorte | 7 agosto 1821    |
|          | Alessandra di Danimarca             | 1º dicembre 1844  | Edoardo VII del Regno Unito   | 10 marzo 1863       | 10 marzo 1863               | Il 22 gennaio 1901 divenne regina consorte | 20 novembre 1925 |
|          | Maria di Teck                       | 26 maggio 1867    | Giorgio V del Regno Unito     | 6 luglio 1893       | 22 gennaio 1901             | Il 6 maggio 1910 divenne regina consorte | 24 marzo 1953    |
|          | Diana Spencer                       | 1º luglio 1961    | Carlo III del Regno Unito     | 29 luglio 1981      | 29 luglio 1981              | Dopo il divorzio, il 28 agosto 1996, assunse il titolo di Diana, Principessa di Galles                                                                                      | 31 agosto 1997   |
|          | Camilla Shand                       | 17 luglio 1947    | Carlo III del Regno Unito     | 9 aprile 2005       | 9 aprile 2005               | L'8 settembre 2022 divenne regina consorte | Vivente          |
|          | Catherine Middleton                 | 9 gennaio 1982    | William, principe del Galles  | 29 aprile 2011      | 8 settembre 2022            | | Vivente          |